# Dürrenegg See
Dürrenegg See är en sjö i Österrike.   Den ligger i förbundslandet Salzburg, i den centrala delen av landet, 220 km sydväst om huvudstaden Wien. Dürrenegg See ligger 1 531 meter över havet.
I omgivningarna runt Dürrenegg See växer i huvudsak blandskog. Runt Dürrenegg See är det ganska glesbefolkat, med 21 invånare per kvadratkilometer.